# Перфеназин
Перфеназин (лат. Perphenazinum) — нейролептик фенотіазинового ряду, структурно подібний з метеразином. По дії антипсихотичного еффекту перевищує аміназин, наближаючись в цьому відношенні до трифтазину. Володіє сильною протиблювотною дією.